# Decalepis
Decalepis là chi thực vật có hoa trong họ Apocynaceae.